# Baigneaux (Loir-et-Cher)
Baigneaux is een plaats en voormalige gemeente in het Franse departement Loir-et-Cher in de regio Centre-Val de Loire en telt 52 inwoners (2009).

## Geschiedenis
Baigneaux maakte deel uit van het kanton Selommes totdat dit op 22 maart 2015 werd opgeheven en de gemeente werd opgenomen in het op die dag gevormde kanton La Beauce. Op 1 januari 2017 fuseerde de gemeente met Beauvilliers, Oucques en Sainte-Gemmes tot de commune nouvelle Oucques La Nouvelle. Hierbij werd Baigneaux overgeheven van het arrondissement Vendôme naar het arrondissement Blois.

## Geografie
De oppervlakte van Baigneaux bedraagt 6,2 km², de bevolkingsdichtheid is dus 8,4 inwoners per km².
De onderstaande kaart toont de ligging van Baigneaux (Loir-et-Cher) met de belangrijkste infrastructuur en aangrenzende gemeenten.

## Demografie
Onderstaande figuur toont het verloop van het inwonertal (bron: INSEE-tellingen).